# Лазар от Витания
Вижте пояснителната страница за други значения на Лазар.
Лазар (Лазар – на иврит: אֶלְעָזָר, Elʿāzār, Елеазар – буквално „Бог ми помага“) е персонаж от Новия завет.
Роден през 3 г. във Витания. Според Евангелието от Йоан е брат на Марта и Мария. Според Библията те са близки приятели на Иисус Христос, който, като научава, че е Лазар е починал, се отклонява от пътя си към Йерусалим, посещава дома им и го възкресява 4 дни след смъртта му (Йоан 11:1 – 45). След това Лазар живее още 30 години, но е принуден заради религиозните преследвания над първите християни да напусне Юдея и да се пресели на остров Кипър през 37-38 г. (на 35-годишна възраст), където е произведен от апостолите Павел и Варнава през 45 г. в 1-ия епископ на Китион (дн. Ларнака); епископ на Кипър той остава 18 години и умира там през 63 г.

## Храмове в България
В България има няколко храма, посветени на Свети Лазар:
- Параклис „Свети Лазар“ - намира се в Банкя. Осветен е през 2023 година[3]. Част от Софийска епархия на Българската православна църква;
- Манастирски храм „Възкресението на Лазар“ („Възкресение Лазарово“) - част от Бачковския манастир. Храмът е манастирска костница, построен през XI век и е най-старата сграда в настоящия манастирски комплекс. Намира се на около 300 метра от манастира[4];
- Храм „Св. праведний Лазар“ - гробищната черква в Гоце Делчев. Част от Неврокопска епархия на БПЦ;
- Храм „Възкресение Лазарово“ - гробищният параклис в Каварна. Част от Варненска и великопреславска епархия на БПЦ;
- Храм „Възкресение Лазарово“ - гробищната черква в Садина. Построен е през 1893 година[5]. Част от Русенска епархия на БПЦ;
- Храм „Възкресение Лазарово“ - черквата в гробищен парк „Бакърена фабрика“, София. Осветен е през 2019 от Белоградчишки епископ Поликарп, викарий на Софийския митрополит и Български патриарх Неофит. Част е от Софийска епархия на БПЦ.